# حوزه انتخابیه پانزدهم ایلینوی
حوزه انتخابیه پانزدهم ایلی‌نوی یک حوزه انتخابیه مجلس نمایندگان آمریکا است که در ایالت ایلی‌نوی قرار دارد.